# オフロードバイシクルの分類
本項オフロードバイシクルの分類（ーのぶんるい）では、オフロードを走るための自転車、またはオフロードを走ることができる自転車として「オフロードバイシクル」という名称を便宜的に用い、その分類について記述する。

## 現在において一般的なもの
- マウンテンバイク
- BMXバイク
- トライアルバイク
- シクロクロスバイク
- グラベルロード

## 過去に存在したもの
- パスハンター
- オールラウンダー：運動性能に富んだパスハンターで頑丈、AMANDAなど[要出典]。
- 山岳サイクリング車
- クロス・ツーリズム：フランスツーリズムと欧州シクロクロスの日本的な融合（ゼファーなど）[要出典]
- ツーリング・クロス：1980年代に一部MTB部品の流行を受けたものだが、1970年代にもオフロード用の自転車や部品流用はあったので、起源は1940年代頃と思われる[要出典]。